# Hironori Miyata
Pour les articles homonymes, voir Miyata.
Hironori Miyata (宮田 浩徳, Miyata Hironori) (né le 22 juin 1960 à Préfecture de Kōchi-) est un seiyū (comédien de doublage) japonais de Arts Vision.
Hironori Miyata est notamment connu comme le narrateur de Super Sentai (Dairanger, Hurricaneger et Shinkenger), et les voix de Ganbody (Chiisai Kojin Microman), et Ganondorf (The Legend of Zelda: Twilight Princess).

## Rôles notables

### Série anime
- Argento Soma (Yōin Kyōiku)
- Chiisai Kojin Microman (Ganbody)
- Roi de Jungle Tar-chan (Chasseur)
- Disgaea: Hour of Darkness (Vulcanus)
- Scrapped Princess (Roy)
- SD Gundam Sangokuden Brave Battle Warriors (Ryuuhyou Gundam)
- Shōnen Ashipe (Père de Mao)
- Witch Hunter Robin (Ikeuchi)

### OVA
- Konpeki no Kantei (Shōri Nihonyanagi, Karl von Rōb)
- Legend of the Galactic Heroes (Disshu/Ottotēru)

### Anime à internet
- Bakumatsu Kikansetsu Irohanihoheto (Peddler)

### Tokusatsu
- Gosei Sentai Dairanger (Narration)
- Hyakujū Sentai Gaoranger (Magic Flute Org)
- Ninpū Sentai Hurricaneger (Narration/Furaimaru)
- Samurai Sentai Shinkenger (Narration)
- Kaizoku Sentai Gokaiger (Furaimaru)

### Jeux vidéo
- La Pucelle: Tactics (Elmesu)
- The Legend of Zelda: The Wind Waker (Tingle)
- The Legend of Zelda: Twilight Princess (Ganondorf)
- Phantom Brave (Cauldron)
- Super Smash Bros. Brawl (Ganondorf, Tingle)